# Ophrynia rostrata
Ophrynia rostrata is een spinnensoort in de taxonomische indeling van de hangmatspinnen (Linyphiidae).
Het dier behoort tot het geslacht Ophrynia. De wetenschappelijke naam van de soort werd voor het eerst geldig gepubliceerd in 1986 door Rudy Jocqué & Scharff.